# Jason Wiechert
Jason McCarroll Wiechert (* 24. Januar 1980 in Colorado Springs, Colorado) ist ein US-amerikanischer Schauspieler und Filmproduzent.

## Leben
Kurz nach seiner Geburt zog seine Familie nach England, später nach Deutschland, wo er die ersten zehn Jahre seines Lebens verbrachte. Nach seiner Rückkehr in die USA besuchte er die Westview High School in Avondale, Arizona. Später besuchte er die University of Arizona in Tucson. Nach seiner College-Zeit und bevor er sich dem Schauspiel widmete, arbeitete er im Verteidigungsministeriums der United States Navy und des United States Marine Corps. 2018 gründete er gemeinsam mit Charlotte Lilt die Filmproduktionsfirma Falling Flame Pictures. Die beiden sind außerdem Eltern eines Sohnes.
Erstmals hatte er 2008 im Kurzfilm Lullabye eine Rolle, für dessen Leistung er eine Nominierung als Bester Schauspieler beim ZGI Short Film Festival im Mai 2008 erhielt, wo der Film außerdem seine Premiere feierte. Anschließend folgten weitere Besetzungen in Kurzfilmen. 2012 verkörperte er in der Fernsehserie Best Friends die Rolle des Frank Sanders. Er hatte Besetzungen in den Spielfilm Love a la Carte (2014) und Sarah & Summer – Gemeinsam sind wir stark (2015). 2014 produzierte er mit Thicker Than Water seinen ersten eigenen Kurzfilm. Seit 2018 produziert Wiechert Filme über seine gegründete Filmproduktionsfirma.

## Filmografie (Auswahl)

### Schauspiel
- 2008: Lullabye (Kurzfilm)
- 2010: Purgatory (Kurzfilm)
- 2011: Middle Toe of the Right Foot (Kurzfilm)
- 2012: Home Front (Kurzfilm)
- 2012: Best Friends (Fernsehserie 4 Episoden)
- 2012: Escuche (Kurzfilm)
- 2013: My Story (Mini-Fernsehserie, Episode 1x04)
- 2013: Best in Chow (Fernsehserie, Episode 1x03)
- 2014: Love a la Carte
- 2015: Sarah & Summer – Gemeinsam sind wir stark (A Horse for Summer)
- 2015: The Woman of the Mountain (Kurzfilm)
- 2015: Legends & Lies (Fernsehserie, 2 Episoden)
- 2015: Between the Other Side (Kurzfilm)
- 2015: Sweet Tooth (Kurzfilm)
- 2016: #NoFilter with Tarah and Charlotte (Mini-Fernsehserie)
- 2016: Atomic Shark
- 2016: The Padded Room (Kurzfilm)
- 2017: Deadly Sanctuary
- 2018: The Fencestitute (Kurzfilm)
- 2018: Astoria (Kurzfilm)
- 2018: Home (Kurzfilm)
- 2020: Shatter (Kurzfilm)
- 2021: Scare Us

### Produzent
- 2014: Thicker Than Water (Kurzfilm)
- 2018: Astoria (Kurzfilm)
- 2018: Home (Kurzfilm)
- 2020: Shatter (Kurzfilm)
- 2021: Scare Us